# Serghei Mizil
Serghei Niculescu-Mizil (n. 23 septembrie 1953, București, România) este un pictor, actor și om de afaceri român și fiu al demnitarului comunist Paul Niculescu-Mizil. Este considerat o persoană mondenă, invitat la diverse posturi de televiziune și deține un podcast pe YouTube - iȘmen.
A absolvit Liceul „Ion Luca Caragiale”, urmat de Universitatea Națională de Arte Plastice din București. A fost ultima generație de elevi a maestrului Alexandru Ciucurencu și a lucrat cu Viorel Mărgineanu. Realiza pentru Fondul Plastic rochii, curele, vindea tablouri, chiar și în străinătate.
După 1989, a deținut restaurante (inclusiv pe bulevardul Tomis din Constanța), a investit în imobiliare și a avut o fabrică de alcool.
A apărut în filme precum Marilena (2009), Reguli de circulație (2010), Funeralii fericite (2013), Check-in (2014) adesea în roluri de deținut sau șef de deținuți, recent în Visul (2023), prezentat la TIFF Oradea BIHON și Căsătoria (2024).
Acesta a fost implicat în televiziune, conducând un post de televiziune - 6TV, care a fost închis de CNA.
A fost un apropriat al lui Nicu Ceaușescu, fiul dictatorului Nicolae Ceaușescu; acesta fiind și iubitul sorei acestuia - Donca Niculescu-Mizil. Alături de acesta a dus o viață de noapte, frecventând baruri și restaurante cunoscute în epocă; din cercul celor doi mai făceau parte și alți fii de demnitari comuniști sau de persoane sus-puse, precum Mădălin Voicu, fiul lui Ion Voicu, Jean Maurer, fiul lui Ion Gheorghe Maurer, Gino Iorgulescu, Mircea Lucescu, Cornel Dinu, Irinel Columbeanu.